# 中村重和
中村 重和（なかむら しげかず、1958年7月30日 - ）は、長崎県島原市出身の元サッカー選手(DF)、指導者（JFA 公認S級コーチ）。
現周南公立大学サッカー部監督。

## 来歴

### マツダ/広島時代
島原商業高校では小嶺忠敏から指導を受け、大阪商業大学では上田亮三郎から指導を受けた。どちらもミッドフィルダーとしてプレーした。
1981年大学卒業後、マツダスポーツクラブ東洋工業サッカー部（マツダSC、現在のサンフレッチェ広島）に入団した。ディフェンダー（サイドバック）として信藤克義（信藤健仁）や松田浩らとDFラインを形成、高校・大学の後輩にあたる小林伸二や、高橋真一郎・猿沢茂・木村孝洋ら地元広島出身者、ディド・ハーフナーら外国人らとプレーした。1982年にはJSL選抜。1987年にはハンス・オフト監督のもと、天皇杯決勝進出に貢献した。
引退後はマツダ・広島で、トップチームコーチやスカウトなど裏方として活躍後、育成組織の指導者として活躍した。スカウト時代、久保竜彦広島入団に導いた。ジュニアユース監督時代には沖本尚之・田坂祐介・田村祐基・髙柳一誠らを育て、ユース監督時代には田森大己・宮本卓也や沖本・木村龍朗・寄井憲などを育て、トップチームでは消化できなかった4-3-3システムを構築・機能させ後に森山佳郎により日本有数の強豪チームとなった広島ユースの基盤を作っている。

### アビスパ福岡
2002年8月、広島ユース監督時代にアビスパ福岡よりオファーが届いたことから、福岡監督に就任する。この年の福岡は、前年のJ2降格を受けシーズン前に実績のあるベテラン選手を大量に補強、1年でのJ1復帰を目指した。しかし開幕から成績不振に陥り、それによる観客動員低下と嵩む人件費はチーム経営を圧迫、選手もモチベーション低下とどん底の状態に陥っていた。その状況に対し福岡フロントは、監督としての仕事より「ゼネラルマネージャー(GM)」的な役割を期待していた。監督就任後、限られた予算内でチームを回すため、それまでのベテラン中心のレギュラー陣を若手中心に切り替える。当然さらに負けが込み、指揮を執った20試合（2002年第25節-44節）ではわずか2勝しかできなかった。
翌2003年、監督から管理強化部長（GM職）に転任しベテラン勢の解雇を決行、若手を中心としたチーム編成をし、次の監督に旧知の仲である松田浩を招聘した。その中で千代反田充・中村北斗や城後寿・長野聡など地元九州の有望選手を次々に獲得し、福岡を当時Jリーグ中でも平均年齢の低いチームの1つに生まれ変わらせ、徹底した「育成型チーム」への転換を行った。なお先発メンバーの平均年齢は、2002年開幕戦で28.9歳だったものが2004年には24.0歳までになっている。一方で有光亮太や山形恭平などの練習生とも契約し戦力強化に努めた。
その後チームは成熟し2005年、J1復帰に漕ぎ着けた。監督としての成績は振るわなかったが、それまでの行き当たりばったりのチームを生まれ変わらせた功労者として、当時は一定の評価をされている。
J1復帰の2006年、組織改編に伴い長谷川治久が現場の統括責任者に就任し、中村は"チーム統括グループ副長"として主にスカウト業務や育成組織選手の補佐、つまり事実上の人事格下げとなった。なおこの年は1年でJ2降格し、長谷川は責任をとって退団している。
2007年J2降格後、旧知の仲である小林伸二と共にチーム再建に乗り出すもののJ1昇格を果たせず、チームの育成部門の再編から沖野等育成統括とともに契約を打ち切られた。

### 以降
2008年、恩師の小嶺忠敏が社長を務め当時九州サッカーリーグ所属のV・ファーレン長崎育成強化部長に就任する。同年末、契約期間満了につき退任。
2012年、後藤太郎の後任として山口県の徳山大学(現周南公立大学)サッカー部監督に就任した。同チームを6年ぶりの天皇杯全日本サッカー選手権大会出場へと導いた。山口県代表として臨んだ第92回大会では2回戦に進出し、マツダ時代の後輩である風間八宏監督が率いるJ1の川崎フロンターレに敗れている。

## 個人成績
| 国内大会個人成績 | 国内大会個人成績 | 国内大会個人成績 | 国内大会個人成績 | 国内大会個人成績             | 国内大会個人成績          | 国内大会個人成績 | 国内大会個人成績 | 国内大会個人成績 | 国内大会個人成績 | 国内大会個人成績 | 国内大会個人成績 |
| 年度             | クラブ           | 背番号           | リーグ           | リーグ戦                     | リーグ戦                  | リーグ杯         | リーグ杯         | オープン杯       | オープン杯       | 期間通算         | 期間通算         |
| 年度             | クラブ           | 背番号           | リーグ           | 出場                         | 得点                      | 出場             | 得点             | 出場             | 得点             | 出場             | 得点             |
| 日本             | 日本             | 日本             | 日本             | リーグ戦                     | リーグ戦                  | JSL杯            | JSL杯            | 天皇杯           | 天皇杯           | 期間通算         | 期間通算         |
| ---------------- | ---------------- | ---------------- | ---------------- | ---------------------------- | ------------------------- | ---------------- | ---------------- | ---------------- | ---------------- | ---------------- | ---------------- |
| 1981             | マツダ           |                  | JSL1部           |                              |                           |                  |                  |                  |                  |                  |                  |
| 1982             | マツダ           |                  | JSL1部           |                              |                           |                  |                  |                  |                  |                  |                  |
| 1983             | マツダ           |                  | JSL1部           |                              |                           |                  |                  |                  |                  |                  |                  |
| 1984             | マツダ           |                  | JSL2部           |                              |                           |                  |                  |                  |                  |                  |                  |
| 1985             | マツダ           |                  | JSL2部           |                              |                           |                  |                  |                  |                  |                  |                  |
| 1986-87          | マツダ           |                  | JSL1部           |                              |                           |                  |                  |                  |                  |                  |                  |
| 1987-88          | マツダ           |                  | JSL1部           |                              |                           |                  |                  |                  |                  |                  |                  |
| 1988-89          | マツダ           |                  | JSL2部           |                              |                           |                  |                  |                  |                  |                  |                  |
| 1989-90          | マツダ           |                  | JSL2部           | 10                           | 0                         | 0                | 0                |                  |                  |                  |                  |
| 1990-91          | マツダ           | 2                | JSL2部           | 0                            | 0                         | 0                | 0                |                  |                  |                  |                  |
| 通算             | 日本             | 日本             | JSL1部           | 81                           | 0\|\|\|\|\|\|\|\|\|\|\|\| |                  |                  |                  |                  |                  |                  |
| 通算             | 日本             | 日本             | JSL2部           | \|\|\|\|\|\|\|\|\|\|\|\|\|\| |                           |                  |                  |                  |                  |                  |                  |
| 総通算           | 総通算           | 総通算           | 総通算           | \|\|\|\|\|\|\|\|\|\|\|\|\|\| |                           |                  |                  |                  |                  |                  |                  |

## 監督成績
| 年度 | 所属 | クラブ | リーグ戦 | リーグ戦 | リーグ戦 | リーグ戦 | リーグ戦 | リーグ戦 | カップ戦   | カップ戦 |
| 年度 | 所属 | クラブ | 順位     | 試合     | 勝点     | 勝利     | 引分     | 敗戦     | ナビスコ杯 | 天皇杯   |
| ---- | ---- | ------ | -------- | -------- | -------- | -------- | -------- | -------- | ---------- | -------- |
| 2002 | J2   | 福岡   | 8位      | 20       |          | 2        | 5        | 13       | -          | 4回戦    |

- 2002年は第25節から最終節まで指揮。順位は最終順位。